# Шикарле-Каен
Шикарле-Кае́н (тат. Шикәрле Каен) — деревня в Мензелинском районе Республики Татарстан, в составе Наратлы-Кичуского сельского поселения.

## География
Деревня находится на реке Иганя, в 28 км к юго-западу от районного центра, города Мензелинска.

## История
Деревня известна с 1748 года. В дореволюционных источниках упоминается под названиями Новые Бизяки, Новая Торпасева.
До 1860-х годов жители относились к тептярям. Основные занятия жителей в этот период – земледелие и скотоводство.
В «Списке населенных мест по сведениям 1870 года», изданном в 1877 году, населённый пункт упомянут как деревня Шихарли-Каин (Новые Бизяки, Новая Топасева) 5-го стана Мензелинского уезда Уфимской губернии. Располагалась при речке Игине, по левую сторону почтового тракта из Мензелинска в Елабугу, в 26 верстах от уездного города Мензелинска и в 30 верстах от становой квартиры в деревне Кузекеева (Кускеева). В деревне, в 49 дворах жили 275 человек (149 мужчин и 126 женщин, тептяри), была водяная мельница. Жители занимались земледелием, скотоводством.
В начале XX века здесь функционировали мечеть, 2 бакалейные лавки. В этот период земельный надел сельской общины составлял 1605,9 десятины.
До 1920 года деревня входила в Бишинды-Останковскую волость Мензелинского уезда Уфимской губернии. С 1920 года в составе Мензелинского, с 1921 года – Челнинского кантонов ТАССР.
С 10 августа 1930 года – в Мензелинском, с 10 февраля 1935 года – в Ворошиловском (с 29 ноября 1957 года – Яна-Юлский), с 12 октября 1959 года в Мензелинском районах.
В 1930 году в деревне образован колхоз «Кызыл тан».

## Население
| 1834 | 1859 | 1870 | 1906 | 1913 | 1920 | 1926 | 1938 | 1949 | 1958 | 1970 | 1979 | 1989 | 2002 | 2010 | 2017 |
| ---- | ---- | ---- | ---- | ---- | ---- | ---- | ---- | ---- | ---- | ---- | ---- | ---- | ---- | ---- | ---- |
| 21   | 162  | 275  | 392  | 425  | 512  | 454  | 504  | 248  | 237  | 269  | 196  | 92   | 71   | 54   | 37   |

Национальный состав села: татары.

## Экономика
Жители деревни занимаются полеводством, мясо-молочным скотоводством